# Hiéroglyphe égyptien A34
Le hiéroglyphe égyptien A34 (homme debout pilant au mortier), est classifié dans la section A « L'Homme et ses occupations » de la liste de Gardiner ; il y est noté A34.

## Représentation
Il représente un homme debout, pilant dans un petit mortier. Il est translittéré ḫwsj.

## Utilisation
| Aa1 | w | s | A34 |

| Aa1 | w | s | A34 |

« piler, concasser, battre à plat, mouler, bâtir, construire, remuer ».